# Ophiorrhiza caudata
Ophiorrhiza caudata är en måreväxtart som beskrevs av Cecil Ernest Claude Fischer. Ophiorrhiza caudata ingår i släktet Ophiorrhiza och familjen måreväxter. Inga underarter finns listade i Catalogue of Life.